# Ululodes mexicanus
Ululodes mexicanus is een insect uit de familie van de vlinderhaften (Ascalaphidae), die tot de orde netvleugeligen (Neuroptera) behoort. 
Ululodes mexicanus is voor het eerst wetenschappelijk beschreven door McLachlan in 1871.